# 2 Brygada Kawalerii Obrony Krajowej
2 Brygada Kawalerii Obrony Krajowej (2. LdwKavBrig.) – brygada kawalerii cesarsko-królewskiej Obrony Krajowej.

## Historia brygady
W 1907 roku w Ołomuńcu (niem. Olmütz) została utworzona 2 Brygada Kawalerii Obrony Krajowej. Brygada została podporządkowana komendantowi 1 Korpusu, który był równocześnie generałem komenderującym i komendantem Obrony Krajowej.
W skład brygady włączono:
- Pułk Ułanów Obrony Krajowej Nr 1 we Lwowie,
- Pułk Ułanów Obrony Krajowej Nr 4 w Ołomuńcu,
- Pułk Ułanów Obrony Krajowej Nr 3 w Rzeszowie,
- Kurs Oficerów Kawalerii Obrony Krajowej (niem. Landwehr-Kavallerieoffizierskurs) w Ołomuńcu[2].

Komendantem kursów był wówczas płk Moritz von Flick. W następnym roku zastąpił go mjr Heinrich Mollik. Pułk Ułanów Obrony Krajowej Nr 1 podlegał za pośrednictwem komendanta 11 Korpusu, natomiast Pułk Ułanów Obrony Krajowej Nr 3 za pośrednictwem komendanta 10 Korpusu na terytorium, których oba pułki stacjonowały.
W 1911 roku dokonano zmian w składzie brygady. Pułki Ułanów Obrony Krajowej Nr 1 i 3 zostały włączone do nowo utworzonej 3 Brygady Kawalerii Obrony Krajowej we Lwowie, natomiast komendantowi 2 Brygady Kawalerii OK podporządkowano Pułk Ułanów Obrony Krajowej Nr 2 w Vysokim Mycie. Pułk ten stacjonował na terytorium 9 Korpusu i podlegał brygadzie za pośrednictwem komendanta korpusu.
Skład brygady nie uległ zmianie do 1914 roku:
- Pułk Ułanów Obrony Krajowej Nr 2 w Vysokim Mycie,
- Pułk Ułanów Obrony Krajowej Nr 4 w Ołomuńcu,
- Kurs Oficerów Kawalerii Obrony Krajowej w Ołomuńcu[7][8].

## Komendanci brygady
- GM Juliusz Iskierski (1907[9] – 1909[10])
- GM Karl Schudawa (1909[11] – 1910 → komendant 1 Brygady Kawalerii Obrony Krajowej)
- GM Emil Tarłowski (1910 – 1912 → stan spoczynku)
- GM Rudolf Krauszler (1912[12] – 1914)